# Poppendorf (Steiermark)

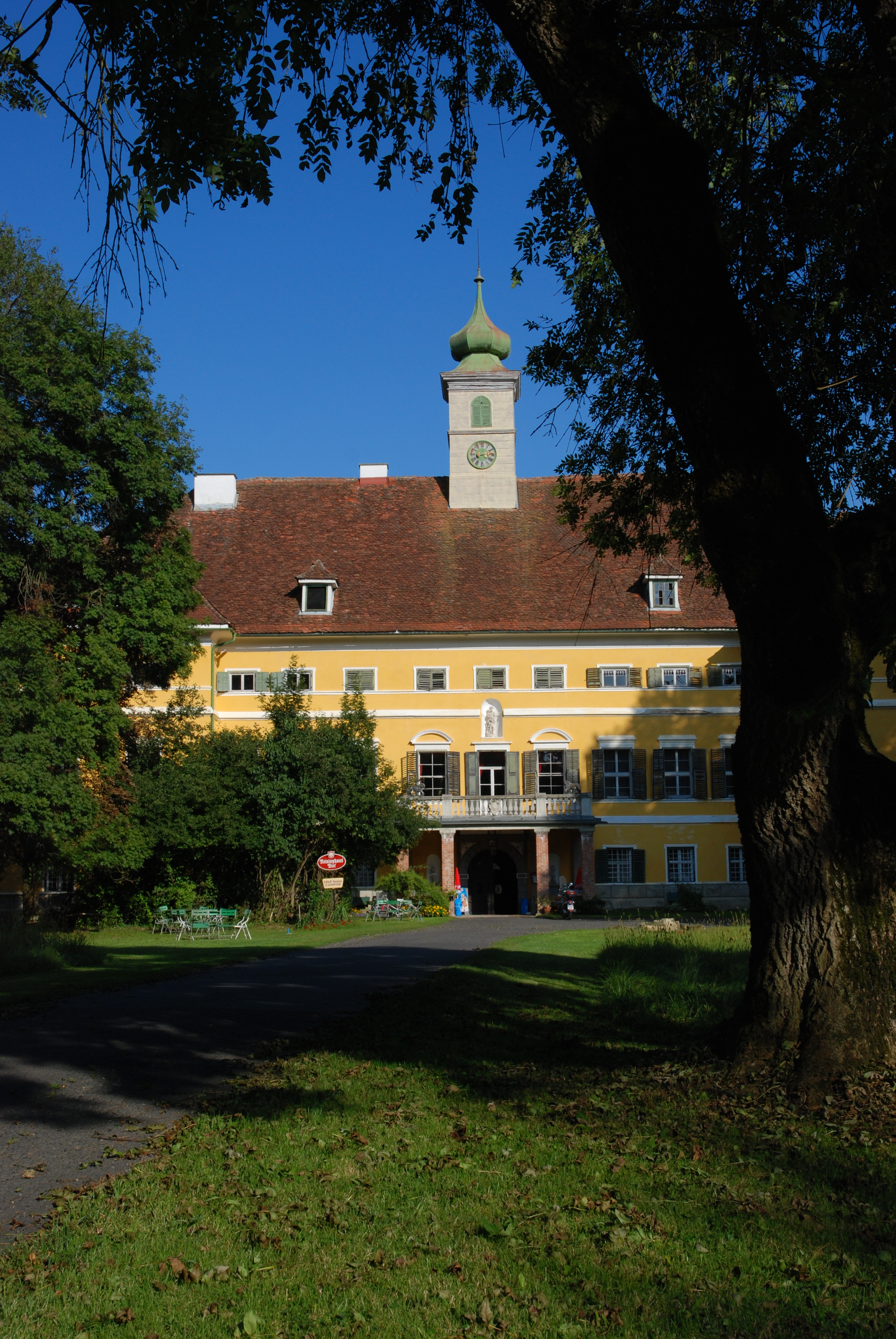
Schloß Poppendorf

Poppendorf ist eine ehemalige Gemeinde mit 689 Einwohnern (Stand 1. Jänner 2014) im Südosten der Steiermark im Bezirk Südoststeiermark. Im Rahmen der Gemeindestrukturreform in der Steiermark ist die Gemeinde seit 2015 mit den Gemeinden Aug-Radisch, Baumgarten bei Gnas, Grabersdorf, Maierdorf, Gnas, Raning, Trössing und Unterauersbach zusammengeschlossen,
die neue Gemeinde führt den Namen Gnas weiter. Grundlage dafür ist das Steiermärkische Gemeindestrukturreformgesetz – StGsrG.

## Geografie

### Geografische Lage
Poppendorf liegt ca. 55 km südöstlich von Graz und ca. 10 km südlich der Bezirkshauptstadt Feldbach im Oststeirischen Hügelland.

### Nachbarorte
- im Norden: Maierdorf
- im Osten: Trautmannsdorf in Oststeiermark
- im Süden: Krusdorf
- im Westen: Gnas, Grabersdorf und Raning

### Gliederung
Das frühere Gemeindegebiet umfasste folgende drei Ortschaften (in Klammern Einwohnerzahl, Stand 1. Jänner 2024):
- Ebersdorf (226)
- Katzendorf (190)
- Poppendorf (260)

Die Gemeinde bestand aus den beiden Katastralgemeinden Ebersdorf und Poppendorf.

## Kultur und Sehenswürdigkeiten
- Schloss Poppendorf

## Politik

### Gemeinderat
Der letzte Gemeinderat bestand aus neun Mitgliedern und setzte sich seit der Gemeinderatswahl 2010 aus Mandaten der folgenden Parteien zusammen:
- 8 ÖVP – stellte Bürgermeister und Vizebürgermeister
- 1 Neutral-Eigenständig-Unabhängig

### Wappen
Die Verleihung des Gemeindewappens erfolgte mit Wirkung vom 1. Jänner 1959.
Blasonierung:
„Im blauen Schild ein rechtsgerichteter Wiedehopf in seinen natürlichen Farben.“

## Persönlichkeiten

### Ehrenbürger
- 1992: Josef Krainer (1930–2016), Landeshauptmann

### Mit der Gemeinde verbundene Persönlichkeiten
- Josef Fink (* 1941; † 1999 in Graz), römisch-katholischer Theologe, Künstler, Fotograf und Autor
- Anja Plaschg (* 1990 in Gnas), österreichische Musikerin und Sängerin (Soap&Skin)